# Microregione di São Carlos
São Carlos è una microregione dello Stato di San Paolo in Brasile, appartenente alla mesoregione di Araraquara.

## Comuni
Comprende 6 comuni:
- Analândia
- Descalvado
- Dourado
- Ibaté
- Ribeirão Bonito
- São Carlos